# سالویا دیوینوروم

وضعیت قانونی سالویا دیوینوروم

سالویا دیوینوروم یا اسکا ماریا پاستورا یا مریم‌گلی فالگیران یا سالویا (نام علمی: Salvia divinorum) که با نام کمیکال هم در ایران شناخته میشود گونه‌ای از سردهٔ مریم‌گلی از تیره نعناعیان است. سالوینورین (Salvinorin A) مادهٔ توهم‌زا (روان‌گردان) اصلی در این گیاه است. سالویا دیوینوروم بومی آمریکای مرکزی و مکزیک است و شمن‌ها از آن استفاده می‌کرده‌اند.
این گیاه در بسیاری کشورها به سبب ویژگی توهم‌زایش غیرقانونی است.

## ریشه‌شناسی
نام Salvia، برای اولین بار توسط پلینی برای گیاهی مورد استفاده قرار گرفت که به احتمال زیاد salvia (حکیم عمومی) بود و از لاتین salvere مشتق شده‌است. کُنیه خاص دیوینوروم به دلیل استفاده سنتی گیاه در طالع‌بینی به او داده شد. اغلب به‌طور بی‌ربط به صورت "diviner's sage" یا "seer's sage" ترجمه می‌شود. آلبرت هافمن که اولین کارخانه را با اسم Wasson جمع‌آوری کرد، به این گیاه جدید که به نام divinorum داده شده‌بود اعتراض کرد و گفت:"من از این نام خوشحال نبودم چون salvia divinorum یعنی" سلویای ارواح"، در حالی که سالویا دیوینوروم، نام صحیح، به معنای" سلویا کشیش‌ها " بود. هم‌اکنون این کتاب در ادبیات گیاه‌شناسی تحت نام salvia divinorum قرار دارد.

### نام‌های عامیانه
- sage of the diviners
- ska maría pastora
- seer's sage
- yerba de la pastora
- salvia

## تأثیر
گذشته از تجارب گزارش‌شده فرد، مقدار محدودی از آثار منتشر شده برای خلاصه کردن تأثیرات سالویا وجود داشته‌است. یک نظرسنجی از کاربران نشان داد که ۳۸ درصد اثرات را در مقایسه با روش‌های دیگر تغییر آگاهی توصیف کرده‌اند. ۲۳٪ گفتند که این اثرات شبیه یوگا، مدیتیشن یا خلسه بودند. کاربران دربارهٔ تجربیات خود نوشته‌اند؛ برخی رویاهایشان را توصیف می‌کنند، و نمونه‌هایی از هنر رؤیایی وجود دارند که «الهام بخشی» هستند و گاهی گفته اند که حالتی داشته اند انگار به بعدی دیگر رفته اند برخی دیگر ادعا می‌کنند که از این تجربه الهام گرفته‌اند.